# Anse-à-Pitres
Anse-à-Pitres (Ansapit en créole) est une commune d'Haïti dans le département du Sud Est (Arrondissement de Belle-Anse), située sur le Pedernales qui marque la frontière avec la République dominicaine, à laquelle on ne peut accéder qu'en franchissant un pont qui permet de rejoindre la ville de Pedernales.

## Démographie
La commune est peuplée de 27 415 habitants(recensement par estimation de 2009).

## Administration
La commune est composée des sections communales de :
- Boucan-Guillaume (dont le quartier « Banane »)
- Bois-d'Ormes

## Économie
L'économie locale repose sur l'exploitation forestière et l'industrie du bois.
Le secteur de la pêche participe à cette économie locale.
En octobre 1955, Anse-à-Pitre a été presque entièrement détruite par l'ouragan Katie.

## Tension frontalière
La différence de niveau de vie entre les deux pays qui se partagent Hispaniola entretient une tension permanente entre les travailleurs haïtiens et les garde-frontières dominicains, tout au long de leur frontière commune et en particulier entre Anse à Pitres et Pedernales, où des Haïtiens perdent parfois la vie en tentant d'entrer en République dominicaine,.

## Sources
1. ↑  [PDF] (fr) Population totale, par sexe et population de 18 ans et plus estimées en 2009, au niveau des différentes unités géographiques sur le site de l'Institut haïtien de statistique et d'informatique (IHSI)
2. ↑  (fr) Violence, altercations à Anse-à-Pitre entre militaires dominicains et Haïtiens sur signalfmhaiti.com, 10 novembre 2009.
3. ↑  (en) « Lucie Tondreau poursuit sa politique de jumelage et d'amitié entre les mairies - Radio Signal FM Haiti », sur Radio Signal FM Haiti, 1er août 2013 (consulté le 7 septembre 2020).